# Gustavs Mangulis
Gustavs Mangulis (ur. 1 grudnia 1879 w Rydze, zm. 3 grudnia 1931 w Tukums) – łotewski wojskowy, uczestnik łotewskiej wojny o niepodległość po stronie bolszewików, następnie oficer armii niepodległej Łotwy.

## Życiorys
Ukończył szkołę realną w Mitawie. W 1897 r. ochotniczo wstąpił do armii Imperium Rosyjskiego, do 110 Kowieńskiego pułku piechoty. W 1898 r. rozpoczął naukę w wileńskiej szkole junkierskiej, którą ukończył w 1900 r. Od 1900 do 1901 r. służył w 115 pułku piechoty, następnie, w stopniu podporucznika w 180 pułku piechoty. Walczył w wojnie rosyjsko-japońskiej. W 1905 r. otrzymał awans na porucznika i został skierowany do służby w 115 Wiaziemskim pułku piechoty, dyslokowanym w Rydze. W 1909 r. otrzymał awans na stopień sztabs-kapitana, w 1913 r. - na kapitana. 
Razem ze 115 pułkiem piechoty brał udział w I wojnie światowej, od września 1915 r. jako dowódca batalionu. Na początku 1916 r. przeniesiono go do 7 Bauskiego batalionu strzelców łotewskich. Od lipca 1916 r. pełnił obowiązki dowódcy batalionu, zaś w listopadzie tego samego roku, gdy na bazie batalionu powstał 7 Bauski pułk strzelców łotewskich, został dowódcą 2 batalionu wchodzącego w jego skład. Został ranny w lewą rękę podczas bitwy bożonarodzeniowej na bagnach Tīrelis  (przełom 1916-1917 r.). Po tej bitwie otrzymał stopień podpułkownika. 31 marca 1917 r. został dowódcą 7 Bauskiego pułku strzelców łotewskich, zaś w lipcu tego samego roku otrzymał awans na pułkownika. 
Po rewolucji październikowej w Rosji i rozformowaniu korpusu strzelców łotewskich kontynuował służbę wojskową po stronie bolszewików. W maju 1918 r. dowodził piotrogrodzko-siestroriecką-biełoostrowską grupą wojsk, walcząc z białymi w Karelii. 19 sierpnia 1918 r. został dowódcą 2 brygady 2 dywizji (piotrogrodzkiej) dywizji strzelców, w styczniu 1919 r. - dowódcą 1 Łotewskiej dywizji strzeleckiej. Dywizja ta stanowiła trzon Armijnej Grupy Łotwy, która w grudniu 1918 r. opanowała wschodnią część ziem łotewskich, działając przeciwko niepodległej Republice Łotewskiej proklamowanej w listopadzie 1918 r. Na przełomie 1918 i 1919 r. jednostki Armijnej Grupy Łotwy opanowały również Rygę, gdzie rząd Łotewskiej Socjalistycznej Republiki Radzieckiej, proklamowanej w połowie grudnia, w porozumieniu z rządem Rosji Radzieckiej ogłosił przekształcenie Armijnej Grupy Łotwy w Armię Radzieckiej Łotwy. Od 24 stycznia do 27 marca 1919 r. Gustavs Mangulis dowodził grupą valmierską Armii Radzieckiej Łotwy. Na jej czele prowadził w lutym i marcu 1919 r. walki z wojskami estońskimi. Następnie 26 marca 1919 r. objął dowodzenie nowo powstałą kurlandzko-semigalską grupą wojsk, stworzoną już po tym, gdy Armia Radzieckiej Łotwy musiała wycofać się z Kurlandii i części Semigalii pod naporem wojsk niemieckich, występujących jako sojusznicy niepodległej Łotwy. Już po kolejnej klęsce Armii Radzieckiej Łotwy w bitwie o Rygę Gustavs Mangulis został mianowany dowódcą grupy kurlandzkiej (maj-czerwiec 1919 r.), a następnie doradcą dowódcy naczelnego Armii Radzieckiej Łotwy, dowódcą 2 dywizji strzelców łotewskich (do jej rozformowania 30 czerwca 1919 r.) oraz aluksnieńskiej grupy wojsk. W tym momencie Łotewska Socjalistyczna Republika Radziecka obejmowała już tylko część Łatgalii. 
Oskarżony o doprowadzenie do utraty Rygi, Gustavs Mangulis 7 sierpnia 1919 r. zawezwany do sztabu Frontu Zachodniego, a w jego sprawie miało zostać przeprowadzone śledztwo wojskowe. Nigdy jednak tam nie pojechał. Zamiast tego 15 sierpnia 1919 r. przekroczył linię frontu i oddał się w ręce żołnierzy armii Republiki Łotewskiej. Do października 1919 r. przebywał w więzieniu. 9 października 1919 r. pozwolono mu wstąpić do wojska łotewskiego i włączono do utworzonego niedawno Kieskiego batalionu szkolnego. W grudniu 1920 r. mianowano go dowódcą odcinka Tukums-Talsi. Następnie stał na czele władz wojskowych tegoż regionu. W 1920 r. pracował w komisji opracowującej łotewskie prawo dotyczące spraw wojskowych. Był przewodniczącym stowarzyszenia strzelców łotewskich w Tukums. Tam też zmarł i został pochowany w 1931 r.